# Gentil Theodoor Antheunis
Gentil Theodoor Antheunis (9. september 1840 i Oudenaarde – 5. august 1907 i Ixelles) var en flamsk digter.
Antheunis regnes for en af Flanderns bedste lyriske digtere; mange af hans digte er satte i musik og hører til de mest populære folkemelodier. Han har udgivet digtsamlingerne Uit het hart (1875) og Leven, lieven en zingen (1879).